# دایموند دالاس پیج
دایموند دالاس پیج (انگلیسی: Diamond Dallas Page؛ زادهٔ ۵ آوریل ۱۹۵۶) بازیگر سینما اهل ایالات متحده آمریکا است.

## گزیده فیلمشناسی
- سگ‌دو (۲۰۰۱)
- مطرودین شیطان (۲۰۰۵)
- باکره چهل‌ساله (۲۰۰۵)
- مرد پیتزایی (۲۰۱۱)